# Albert Dupuis
Albert Dupuis (ur. 1 marca 1877 w Verviers, zm. 19 września 1967 w Saint-Josse-ten-Noode) – belgijski kompozytor.

## Życiorys
Ukończył konserwatorium w Verviers, gdzie uczył się gry na fortepianie, skrzypcach i flecie. W latach 1897–1899 uczył się w paryskiej Schola Cantorum u Vincenta d’Indy’ego i Alexandre’a Guilmanta. W 1903 roku otrzymał belgijskie Prix de Rome za kantatę La chanson d’Halewyn. W 1905 roku został dyrygentem orkiestry w Gandawie, następnie od 1907 do 1947 roku był dyrektorem konserwatorium w Verviers.
Tworzył głównie muzykę sceniczną. Jego utwory utrzymane są w tradycji późnoromantycznej i cechują się patetyczną ekspresją w duchu wagnerowskim.

## Ważniejsze kompozycje
(na podstawie materiałów źródłowych)

### Opery
- L’idylle (wyst. Verviers 1895)
- Bilitis (wyst. Verviers 1899)
- Jean-Michael (wyst. Bruksela 1903)
- Martille (wyst. Bruksela 1905)
- Fidélaine (wyst. Liège 1910)
- Le château de la Bretèche (wyst. Nicea 1913)
- La chanson d’Halewyn (wyst. Antwerpia 1914)
- La passion (wyst. Monte Carlo 1916)
- La délivrance (wyst. Verviers 1918)
- La barrière (wyst. Verviers 1920)
- La victoire (wyst. Bruksela 1923)
- Un drame sous Philippe II (wyst. Liège 1926)
- Hassan (wyst. Antwerpia 1931)
- Ce n’était qu’un rêve (wyst. Antwerpia 1932)

### Utwory orkiestrowe
- 2 symfonie (1904, 1922–1923)
- Fantaisie rhapsodique na skrzypce i orkiestrę (1906)
- Poème oriental na wiolonczelę i orkiestrę (1924)
- koncert wiolonczelowy (1926)
- Epitaphe (1929)
- Aria na altówkę i orkiestrę (1933)
- koncert fortepianowy (1940)
- Caprice rhapsodique (1941)
- koncert skrzypcowy (1944)

### Inne
- kantata La chanson d’Halewyn (1903, później przerobiona na operę o tym samym tytule)
- balet Aux temps jadis (wyst. Antwerpia 1952)
- utwory kameralne
- pieśni i utwory chóralne